# Wendalinus-Weg
Der Wendalinus-Weg ist ein 18 km langer Wanderweg, der von Tholey nach St. Wendel führt. Der Weg ist nach dem heiligen Wendelin benannt, der in dieser Region gewirkt hat. Die Markierung des Weges ist ein schwarzer Pilgerstab auf weißem Grund.

## Verlauf
Der Weg beginnt am Marktplatz von Tholey in unmittelbarer Nähe der Abteikirche St. Mauritius. Im weiteren Verlauf des Weges verlässt man Tholey und erreicht Alsweiler. Von hier führt der Weg zum Teil über eine alte Römerstraße nach Bliesen. Man durchquert den ganzen Ort, überquert die Blies und erreicht die Straße der Skulpturen. Der Weg führt nun in südliche Richtung nach St. Wendel, wo er an der Wendalinusbasilika endet.

## Sehenswertes an der Strecke
- Abteikirche St. Mauritius in Tholey
- Straße der Skulpturen
- Wendalinusbasilika in St. Wendel